# Pictou (Schiff, 1812–1814)
HM Schooner Pictou war ein ehemaliger US-amerikanischer Schoner namens Syren, der am 20. April 1813 von der britischen Royal Navy gekapert und in den eigenen Dienst gestellt wurde.

## Geschichte
Im Britisch-Amerikanischen Krieg wurde die Pictou unter dem Befehl von Commander Edward Stephens bei einem Gefecht von der amerikanischen Fregatte Constitution am 14. Februar 1814 aufgebracht. Die Pictou begleitete zu diesem Zeitpunkt den bewaffneten Frachter Lovely Ann von Bermuda nach Suriname. Am Morgen des 14. Februar stoppte die Constitution die Pictou mit einem gezielten Schuss durch deren Segel und kaperte den Schoner. Die Constitution hatte bereits wenige Stunden zuvor die Lovely Ann als Prise genommen. Captain Charles Stewart, der die US-Fregatte kommandierte, entschied sich, nur das Frachtschiff zu behalten, und ließ die Pictou evakuieren und versenken.

## Anmerkung
Nach den Listen der Royal Navy wurde die Pictou 1814 nochmals zurückerobert, wobei eingeräumt wird, es könne sich um eine Verwechslung mit der US-amerikanischen Zebra handeln. Die vermeintlich wiedereroberte Pictou versah britischen Dienst bis 1818 und wurde anschließend verkauft.